# زلا كولاطا
زلا كولاطا (بالصربية: Зла Колата؛ بالألبانية: Kollata e Keqe) هي واحدة من أعلى الجبال اللعينة، على حدود الجبل الأسود وألبانيا.